# Пшасныш (гмина)
Пшасныш (пол. Przasnysz) — сельская гмина (волость) в Польше, входит как административная единица в Пшаснышский повет, Мазовецкое воеводство. Население — 7189 человек (на 2004 год).

## Демография
| Перепись                       | Всего   | Всего | Женщины | Женщины | Мужчины | Мужчины |
| ------------------------------ | ------- | ----- | ------- | ------- | ------- | ------- |
| Единицы                        | человек | %     | человек | %       | человек | %       |
| Население                      | 7189    | 100   | 3535    | 49,2    | 3654    | 50,8    |
| Плотность населения (чел./км²) | 39,1    | 39,1  | 19,2    | 19,2    | 19,9    | 19,9    |

## Сельские округа
1. Бартники
2. Богате
3. Церпигуж
4. Дембины
5. Добжанково
6. Эмово
7. Фиялково
8. Голяны
9. Гостково
10. Гуры-Карвацке
11. Грабово
12. Карвач
13. Киевице
14. Клевки
15. Лешно
16. Лисёгура
17. Мхово
18. Мхувко
19. Мирув
20. Нове-Хеленово
21. Обромб
22. Огленда
23. Осувец-Кмецы
24. Осувец-Шляхецки
25. Сонтшаска
26. Сераково
27. Стара-Кремпа
28. Старе-Хеленово
29. Шля
30. Тшчанка
31. Велёдруж
32. Выромб-Карвацки
33. Закоце
34. Завадки

## Поселения
1. Аннополь
2. Бжезице
3. Франково
4. Хеленово-Гадомец
5. Янин
6. Юзефово
7. Карбувко
8. Ксенство
9. Кусково
10. Патоленка
11. Вандолин
12. Свенте-Мейсце
13. Выгода

## Соседние гмины
1. Гмина Чернице-Борове
2. Гмина Еднорожец
3. Гмина Красне
4. Гмина Кшиновлога-Мала
5. Гмина Плонявы-Брамура
6. Пшасныш